# Краст-панк
Краст-панк (англ. crust punk, иногда просто краст) — музыкальное направление, возникшее под влиянием хардкор-панка, анархо-панка и экстремального метала и  зародившееся в середине 80-х в Англии. Песни часто наполнены мрачной пессимистичной лирикой, посвященной политическим и социальным проблемам.
Главным образом краст-панк можно определить как метализированный хардкор со специфической ритмикой и гармонией, обусловленными музыкальным наследием группы Discharge. Именно эта группа популяризовала и стала использовать как основу собственной музыки новый барабанный ритм — double beat, или d-beat, вследствие чего подверглась определённым изменениям сама структура музыки (хотя первые образцы так называемого d-beat существовали задолго до этой группы, например третья песня группы Buzzcocks на альбоме Another Music in a Different Kitchen 1978 года). Discharge звучали намного агрессивнее, чем хардкор-панк, их звук был более «серьёзным», что резко выделяло их на фоне панк-групп того времени с позитивно-весёлым настроем. Наработками Discharge воспользовались многие другие коллективы, таким образом став основателями краст-панка и заложив основы будущего грайндкора.

## История
Термин краст изначально был использован для характеристики музыки таких групп, как Amebix и Antisect, Hellbastard, Deviated Instinct, Concrete Sox, Axegrinder, Electro Hippies, Extreme Noise Terror,  Doom. Изначально эта музыка имела термин стенчкор, а термин crust впервые был публично использован применительно к музыке при выходе в свет демо Ripper Crust группы Hellbastard в 1986-ом году. Происхождение термина связано с пренебрежением многих тогдашних радикальных панков и хиппи — заскорузлых «красти» — к гигиене: из-за злоупотребления наркотиками и алкоголем, в связи с проживанием в сквотах и т. д.

## Особенности
Типичный краст-саунд британской школы — грязные, «хрустящие» гитары, звук достаточно плотный, так называемая «стена шума», стиль игры — нарочито небрежный, «непричёсанный», агрессивный. Атмосфера — непременно мрачная. Во многих краст-группах используются два вокала: мужской и женский (влияние Disaffect, Nausea и пр.). Вокал преимущественно искажённый (или просто хриплый, или рычащий, визжащий и т. д.).
В Европе панк-рок и метал оказывали мощнейшее влияние друг на друга. Оба жанра в 80-х характеризовались двумя разнонаправленными тенденциями: в то время как метал стал сближаться с панк-роком и хардкор-панком, панк, наоборот, стал перенимать многое из металической музыки.
В начале 80-х такие группы, как Motorhead, Venom и Warfare начали интенсивно смешивать панк с металом. На базе данных экспериментов формируется европейский трэш-метал, причём некоторые группы в результате своего развития пришли к звучанию, чрезвычайно похожему на то, которым обладали панк-группы типа G.B.H. и Discharge. К таким коллективам относятся, например, ранний Bathory, Hellhammer и Bulldozer.
В свою очередь, на базе постпанка в духе Exit-stance, Hagar The Womb, Killing Joke такие группы, как Amebix и Antisect вырабатывают своё своеобразное звучание. К середине 80-х годов эти коллективы стали накладывать на него метализированные риффы. Подобные эксперименты были развиты в дальнейшем группами типа Axegrinder, Misery, ранними Warcollapse, Hellbastard и другими, которые ныне известны как традиционный краст.
Данные тенденции привели к своеобразному парадоксу: в Европе некоторые панк-группы звучали даже более метализированно, чем, собственно, некоторые коллективы металического толка. Это обстоятельство нередко вызывает путаницу в стилистическом определении некоторых групп.

## Разновидности
В целом, краст может сильно различаться по темпу, быть мелодичным. Собственно, можно выделить несколько направлений:

### Классический краст
Классический краст, или краст-панк британской школы — несмотря на то, что этот стиль возник почти одновременно (возможно, даже несколько позже) с дискором, его часто называют именно как «классический» краст в силу того, что сам термин «crust» сначала был применён именно к этой музыке. Собственно, основоположниками данного подстиля являются такие коллективы, как Amebix и Antisect. Первые выпустили свою дебютную крастовую работу в 1982 году, названную Who’s The Enemy EP. Это был медленный, метализированный краст-панк. Музыка группы того периода представляла собой симбиоз анархического панк-рока группы Crass, хеви-метала Venom и Motorhead, наконец, постпанка Killing Joke, UK Decay. Прослеживается влияние Discharge в плане подхода к музыке, поскольку здесь имеет место общая тенденция развития панка того периода: музыка становится более агрессивной, утеряв ортодоксальный позитивно-весёлый настрой. Музыка Amebix была апокалиптичной и чрезвычайно мрачной. После EP 1982 года группа выпустила демозапись Winter и No Sanctuary EP, на которых прослеживаются некоторые тенденции к большей метализации. Наконец, в 1985 году вышел очень метализированный полноформатный альбом Arise, который считается кульминационным релизом, на котором классический краст оформился окончательно. Другая группа, Antisect, выпустила в 1983 году полноформатник In Darkness There Is No Choice, который был подвержен тем же тенденциям, что и ранние работы Amebix, однако на этот раз материал был не столь медленным, но более быстрым. Музыкально группа опиралась в большей степени на творчество Discharge, поэтому они звучали намного быстрее, чем Amebix. Вскоре появились и последователи, ставшие классикой британской краст-школы. Такие группы как Deviated Instinct, ранние Hellbastard, Axegrinder, Concrete Sox, частично Electro Hippies. В начале 90-х годов произошли некоторые изменения: классический краст в некоторой степени впитал в себя наследие дискоровых групп, таким образом обретя большую скорость и меньшую метализированность. Группы этого эшелона: Sedition, Extinction Of Mankind, Hellkrusher, Police Bastard, Nausea, Disaffect, Antischism, Excrement Of War и так далее. Некоторые играли в более панк-роковом ключе, подражая Crass, например Aus-Rotten, Cress, Anti System и др. Иные играют медленно в духе Amebix и Axegrinder — те же Misery, ранние Warcollapse, Acrostix. В целом, в 90-х годах классический краст сильнее сблизился с дискором. В целом, классический краст — это метализированный краст с достаточно сильным влиянием анархических панк-рок/хардкор-панк коллективов. В настоящий момент классический краст стал достаточно редким явлением, уступив место красту шведской школы.

### Красткор/крастграйнд
Красткор — ускорившийся под влиянием трэш-метала и быстрого хардкор-панка классический краст. В целом красткор не очень сильно отличается от быстрого дискора, и по этой причине иногда данные термины считают почти тождественными. В силу интенсификации, красткор достаточно сильно приблизился к грайндкору, иногда красткор называют крастграйндом. Наиболее значимыми красткоровыми коллективами являются Extreme Noise Terror, Disrupt, Filthkick, Destroy, отчасти Doom и т. д.

### Ди-бит краст-панк/дискор
Дискор, или d-beat crust — это музыка последователей Discharge, которые целиком и полностью базируются на творчестве этой группы, не внося в свою музыку каких-либо значительных элементов из других стилей. Сами Discharge во многом выросли из музыки Motorhead, их творчество несло на себе определённый отпечаток хеви-метала, звучание было более агрессивно и тяжело, нежели у других хардкор-панк коллективов. Отнести к какому-либо стилю Discharge представляется проблематичным, поскольку, хотя эта группа и является основоположником краста и в частности дискора, но их звучание было недостаточно агрессивным, чтобы быть полноценным ди-битом. Некоторые выделяют отдельный стиль d-beat punk, который является более мягкой формой дискора, его предтечей, к которому относятся всё те же Discharge и некоторые другие скандинавские d-beat коллективы.
Discharge вызвали огромное число подражателей. В Англии дело этой группы продолжили The Varukers и отчасти Doom, но больше всего последователей легендарной панк-группы появилось в Швеции. Первопроходцы d-beat’а в Скандинавии стали Anti-Cimex, Headcleaners, Shitlickers. Вслед за ними появились более тяжёлые и мрачные Avskum, Mob 47, Crudity, Svart Parad, Bombanfall, Agoni. Шведская панк-сцена буквально расцвела в 80-х годах, породив такие величайшие коллективы, как те же Totalitar и No Security, а также множество последователей в 90-х, например, очень значимых составов типа Driller Killer и Wolfbrigade (последние, интегрируя в музыку элементы мелодик дэт-метала, стали предтечей неокраста), Skitsystem, Diskonto, Krigshot, Massgrav, Masskontroll, Disfear, Uncurbed, Disclose, Dischange, Recharge и многих других.

### Неокраст
К концу 90-х годов возникают коллективы, которые продолжают эксперименты, начатые группами Wolfbrigade и Tragedy. Основной чертой таких составов являются тенденции к более мелодизированному звучанию, нередко благодаря привнесению в музыку элементов мелодик дэт-метала, а также эмо/скримо. Наиболее известными представителями этого движения являются группы типа Ekkaia, From Ashes Rise, Remains Of The Day, Ambulance и прочие. Данные тенденции вызвали сильную негативную реакцию со стороны приверженцев ортодоксального краст-панка. Нередко такие музыкальные ориентиры трактуются как тенденции к коммерциализации, тем более что многие группы подобного толка пишутся на эмо-лейблах (хотя и андерграундных). Тем не менее, неокраст на данный момент не является трендом за исключением некоторых относительно известных групп, и в целом остаётся андерграундным движением.

### Блэк-краст
Такие краст-панковые группы 80-х годов, как Amebix, в некоторой мере вдохновлялись ранним прото-блэк-металом трэшевых команд Venom и Celtic Frost. Кроме того, Bathory в начале своего творческого пути вдохновлялись как металом, так и ранним краст-панком. Вторая волна влияния блэк-метала затронула краст в конце 90-х. Первопроходцами в этом стиле были канадцы Black Kronstadt, которые позже сменили название на Iskra и выпустили в 2004 году полноформатный альбом в стиле, который они сами же охарактеризовали как «блэк-краст». Вслед за ними появилось немало групп, смешивающих краст и дисбит с блэк-металом: Hotbild, Order Of The Vulture, Disflesh, War Ripper (свой стиль они сами называют «satanicrust»), Martyrdöd, Radioskugga, Völkermord, Panopticon (но последний играет скорее анархо-блэк метал, вдохновленный в том числе и крастом). Кроме того, на альбомах Darkthrone, начиная с «The Cult Is Alive», прослеживается отчётливое влияние краста.

### Крастабилли
Этот термин используется для описания групп, подвергшихся влиянию альбомов Discharge середины 80-х — начала 90-х годов, особенно Grave New World. Для жанра характерно использование агрессивности краста и грайндкора и мелодики рок-н-ролла, что делает крастабилли довольно схожим с неокрастом. К основным группам относятся Hiatus, Totalt Javla Morker и Axiom.